# 榮昌製藥
煙台榮昌製藥股份有限公司（英語：Rongchang Pharmacy Co.,Ltd.），簡稱榮昌製藥股份、煙台榮昌製藥股份或榮昌製藥，於1993年由數名科研人士創立，前身為「煙台榮昌製藥有限公司」，總部位於山东省烟台市经济技术开发区荣昌路1号。2008年，公司与房健民共同创办烟台荣昌生物工程有限公司，后更名为“荣昌生物制药（烟台）有限公司”，董事長為王威东，總經理為王荔强。
2020年11月9日，公司正式在香港交易所主板掛牌（港交所：09995），主要生產及銷售各類中西成藥產品，研發針對新的靶點及深生物藥，2021年3月獲國家藥品監督管理局批准將旗下新研發、用於治療系統性紅斑狼瘡的雙靶類藥物「泰它西普」（泰愛）上市。

## 外部連結
- 榮昌製藥官方網頁 （页面存档备份，存于）
- 榮昌製藥背景資料 （页面存档备份，存于）